# Neopetrosia subtriangularis
Neopetrosia subtriangularis är en svampdjursart som först beskrevs av Duchassaing 1850.  Neopetrosia subtriangularis ingår i släktet Neopetrosia och familjen Petrosiidae.
Artens utbredningsområde är Karibiska havet. Inga underarter finns listade i Catalogue of Life.